# William Gage (7e baronnet)
William Gage, 7e baronnet (1695 - 23 avril 1744) de Firle Place est un propriétaire foncier et homme politique britannique qui siège à la Chambre des communes de 1727 à 1744. Il est un des premiers mécènes du cricket, en association avec son ami Charles Lennox (2e duc de Richmond).

## Biographie

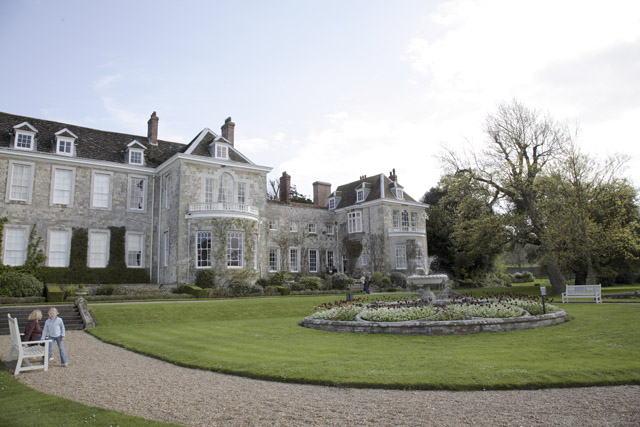
Vue arrière de la place Firle

Gage est né à Firle, Sussex de l'Est, troisième fils de John Gage, 4e baronnet, et de sa première épouse Mary Stanley, fille de William Stanley, 1er baronnet, de Hooton, Cheshire. Il succède à son frère comme baronnet en octobre 1713.
La famille Gage comprend des récusants catholiques romains, mais William choisit de se conformer à l'Église établie afin de pouvoir devenir député en 1722. Son siège est l'ancienne circonscription de Seaford et où il reste jusqu'à sa mort en 1744.

## Carrière de cricket
Il est un joueur de cricket passionné et un mécène qui dirige et soutient des équipes. L'une de ses équipes est créditée de la première victoire connue en manche. Il est un ami proche de Charles Lennox (2e duc de Richmond) et il semble qu'ils aient organisé un certain nombre de matchs de cricket avant 1725,.
Le nom de William apparaît en relation avec un certain nombre de matchs au cours des années suivantes. Un match contre le XI d'Edwin Stead le 28 août 1729 est considéré comme la première victoire en manche jamais enregistrée.
En août 1733, l'équipe de William en défie une soutenue par Frédéric de Galles à Moulsey Hurst pour "une mise de 100 guinées". Sir William est alors officiellement Lord Gage. Le résultat du match est inconnu mais il présente "11 des meilleurs joueurs du comté de chaque côté". En septembre 1734, son équipe du Sussex affronte une équipe du Kent dirigée par Lord John Philip Sackville lors du premier match enregistré à Sevenoaks Vine , remporté par le Kent . Hormis un match mineur quelques années plus tard, c'est la dernière participation de Sir William dans le cricket.

## Mort et héritage
Gage est célibataire et meurt sans descendance à l'âge de 49 ans le 23 avril 1744. Il est remplacé comme baronnet par son cousin Thomas Gage qui, en 1754, est élevé à la pairie d'Irlande en tant que vicomte Gage.
Gage fait beaucoup pour développer Firle Place, notamment le revêtement extérieur du bâtiment dans le style géorgien, en utilisant la pierre de Caen.